# 全量炭素カラム観測ネットワーク
全量炭素カラム観測ネットワーク（ぜんりょうたんそカラムかんそくネットワーク、英: Total Carbon Column Observing Network、TCCON）は、地球大気中の二酸化炭素、メタン、一酸化炭素、一酸化二窒素や他の大気中微量成分の量を測定する観測装置の地球規模のネットワークである。
TCCON は、2004年にアメリカ合衆国ウィスコンシン州Park Falls において最初の観測装置の設置により発足し以来、世界で19台の観測装置による運用まで成長した。

## 概要
TCCON は、大気、陸域、海洋間の炭素の流れ（流量、いわゆる、炭素循環における炭素収支）を研究することを目的としている。これは、炭素の大気中質量（大気中割合）を測定することにより行われる。TCCON の測定は、炭素循環と都市域の温室効果ガス発生に対して、科学コミュニティの理解を向上させた。TCCON は、TCCON 観測地点上空の大気の衛星観測と比較する（検証する）ための独立した測定により、衛星観測ミッションを支えている。TCCON は軌道上炭素観測衛星-2 (OCO-2) ミッションのために主要な検証データセットを提供する予定である。
TCCON 観測地点は、アメリカ合衆国、カナダ、ドイツ、ポーランド、フランス、日本、オーストラリア及びニュージーランドである。
TCCON が支援する衛星観測ミッションは、いぶき (GOSAT)、Envisat SCIAMACHY、今後打上予定のOCO-2 である。

## 測定技術
各々の TCCON 観測地点における主要な観測装置は、大気中微量成分による直接の太陽光の吸収を測定するフーリエ変換分光計である。この遠隔計測技術は、大気微量成分の全気柱量の精密かつ正確な測定を行うことができる。この技術の主な限界は、晴れていないとき観測ができないことである（つまり、夜間や厚い雲に覆われているとき観測できない）。